# 中國海洋航空集團
中國海洋航空集團有限公司，简称中国海航，是中國機械工業集團有限公司下属二级子企业。
中国海洋航空公司于1985年當時由中国人民解放军海军出资成立，主要業務工程成套、国际航运、区域开发、酒店物业、研发制造、贸易与服务。禁止军队经商后转由国务院国资委管理。2008年，经國務院批准，中国海航集团划归中國機械工業集團有限公司管理。